# Kalle Lappalainen
Kalle Lappalainen (n. 30 septembrie 1877, Juankoski, Marele Principat al Finlandei, Imperiul Rus – d. 9 mai 1965, Finlanda) a fost un trăgător de tir ce a reprezentat Finlanda, medaliat olimpic. A participat la o ediție a Jocurilor Olimpice (1920) în care a câștigat o medalie de argint și o medalie de bronz.